# Max Peezay
Max Peezay, född Tom Henrik Piha den 27 januari 1980, är en sverigefinsk hiphop- och grime-artist. Han är medlem i gruppen Fjärde Världen som vann Redline Records "talangjakt" under slutet av 1990-talet och fick en budget att släppa en singel och spela in en video.
Max Peezay släppte under 2005 debutalbumet "Discokommittén" med singlarna "Oavsett", "Kvasifilosof" och "Tukholma" (Stockholm på finska). Han har utöver uppmärksamhet i Sverige även gjort sig ett namn i grimens födelseland, England, där han medverkat på program med piratradio-DJ:s och gästat DVD:er.
2007 vann han P3-Guld i kategorin hiphop/soul.
För närvarande[när?] bor Peezay på Henriksdalsberget i Nacka - ett område som han gärna rappar om och som syns i många av hans videor.
Max Peezay var den enda artisten som hoppade av åtalet mot The Pirate Bay och släppte singeln Boven i dramat med tillhörande musikvideo på The Pirate Bay.

## Diskografi

### Album
- 2006 – Discokommittén
- 2009 – Boven I Dramat
- 2012 – F.A.S 3

### Singlar
- 2005 – "Oavsett"
- 2005 – "Kvasifilosof"
- 2006 – "Emergency"
- 2009 – "Boven I Dramat"
- 2009 – "#1" feat. Ears
- 2012 – "F.A.S 3"
- 2012 – "Telefonklotter"